# Impatto astronomico
Un evento di impatto astronomico consiste nella collisione di un grosso meteoroide, asteroide, cometa, o altra classe di oggetto celeste contro la Terra o contro un altro pianeta. Nel corso della storia conosciuta, si sono verificati centinaia di eventi d'impatto "minori" (a parte i numerosissimi bolidi esplosi nell'atmosfera, noti come "stelle cadenti") e sono stati segnalati, in qualche caso causando danneggiamento alle proprietà o all'ambiente locale, ma molto raramente feriti e morti. Un impatto astronomico contro un oceano o mare può generare uno tsunami (una gigantesca onda), che può causare distruzione sia in mare (nei bassi fondali) che nelle zone costiere.
Mentre l'energia cinetica dei corpi che hanno colpito la Terra è stimabile con buona approssimazione, esistono molti interrogativi riguardo alle proprietà acide o basiche delle sostanze che costituiscono gli asteroidi e il loro effetto sulla flora e la fauna. Inoltre si ritiene che corpi particolarmente densi, come l'asteroide che formò il cratere di Chicxulub (contenente molto iridio), possano perforare la crosta terrestre, arrivando al mantello terrestre, dando luogo alla liberazione di acido solforico e conseguenti piogge acide massive. Anche gli effetti della caduta su diversi tipi di territorio (cordigliere con vulcani, deserti, foreste, ghiacciai, ecc.) non sono ben valutabili.
Gli eventi d'impatto astronomico sono stati usati spesso come soggetti della trama o della storia di sfondo a antefatto in romanzi e film di fantascienza.

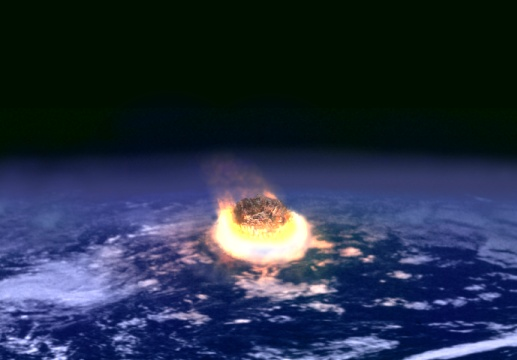
Raffigurazione di un evento d'impatto di grandi proporzioni. La collisione tra la Terra e un asteroide-planetesimo di 100 chilometri di diametro (500.000 km³) potrebbe rilasciare la potenza di milioni di armi termonucleari che scoppiassero simultaneamente.

## La Luna: formata dal maggiore impatto astronomico contro la Terra
La teoria più accreditata riguardo alla formazione della Luna è quella dell'impatto gigante, la quale sostiene che 4533 milioni di anni fa la Terra sia stata colpita da un planetoide delle dimensioni di Marte, denominato Theia; se si dovessero trovare ulteriori conferme di questa teoria, allora si tratterebbe del maggiore impatto mai subito dalla Terra. In questo impatto, il nucleo di ferro di Theia si unì al nucleo terrestre, mentre il mantello e la corteccia (in parte provenienti dalla crosta terrestre), formarono la Luna.

## Oceani della Terra: formati dall'impatto di miriadi di comete
Nella nebulosa protoplanetaria che diede origine alla Terra, non si poteva trovare acqua allo stato liquido, che sarebbe stata vaporizzata e poi scissa in idrogeno e ossigeno gassoso dalle potenti radiazioni solari. Si ritiene che impatti di miriadi di comete nel primo miliardo di anni nella storia della Terra abbiano portato alla formazione degli oceani (inizialmente si formava vapore d'acqua, che in parte veniva scisso in idrogeno che sfuggiva dall'alta atmosfera e in parte poteva dar luogo ad una debole concentrazione di ossigeno capace di sostenere la vita di qualche batterio primitivo), in seguito all'accumularsi di una imponente coltre di nubi atmosferiche (con i relativi lampi), la temperatura sarebbe calata al di sotto dei 100 gradi Celsius e lentamente sono cominciate le piogge, formando fiumi, laghi, mari e oceani, che con la loro inerzia termica hanno stabilizzato la temperatura del pianeta.

## Le comete hanno portato la vita sulla Terra?
Secondo quasi tutti gli scienziati le comete, oltre all'acqua, avrebbero portato i precursori della vita, costituiti da complesse sostanze carboniose come aminoacidi, acidi nucleici, acidi grassi, zuccheri, vitamine, ecc; che nei mari terrestri, colpiti da lampi, formarono il brodo primordiale, e successivamente micelle di fosfolipidi inanimati (teoria di Oparin, Miller e Urey) precursori dei primi archeobatteri viventi, contenenti forme di RNA o altri acidi nucleici primordiali.
Secondo la teoria della panspermia di Arrhenius le comete avrebbero portato forme di vita primitive oppure le loro "spore". Per l'astronomo Fred Hoyle, le comete e le meteoriti contenenti ammoniaca (come la condrite carbonacea di Murchison) conterrebbero anche forme di vita primordiali, simili ai funghi "pedomicrobium" presenti in rocce antichissime come nella selce nera del Minnesota. Teoria nota anche come esogenesi della vita sulla Terra.

## Geologia degli eventi d'impatto sulla Terra

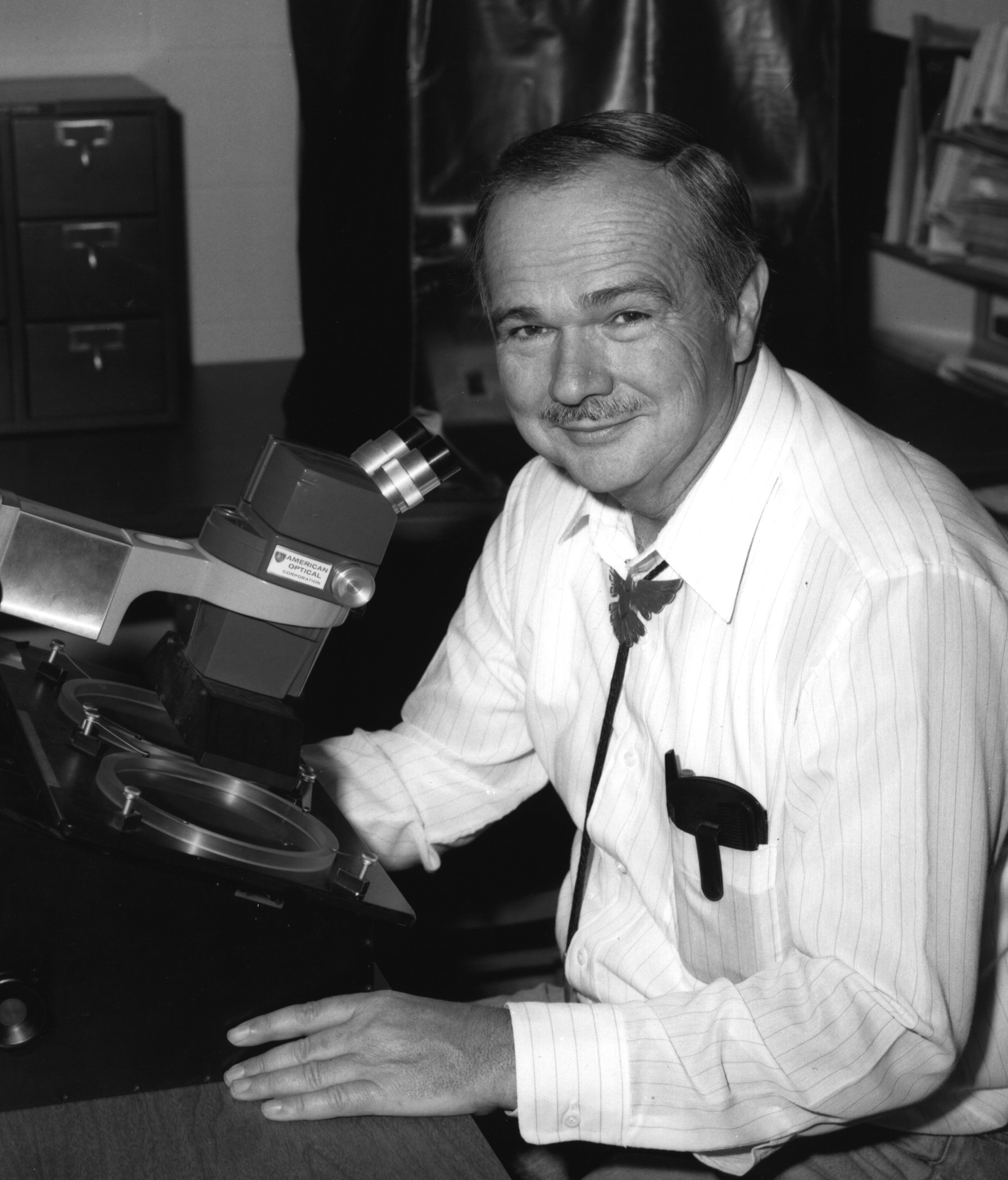
Eugene Merle Shoemaker è stato il primo a dimostrare che gli impatti cosmici hanno interessato la Terra.

La Terra ha avuto durante la sua storia periodi di bruschi e catastrofici cambiamenti; alcuni sono stati causati da impatti di asteroidi e comete con il nostro pianeta. Qualcuno di tali impatti ha provocato sconvolgimenti climatici di grande portata e l'estinzione di un gran numero di specie animali e vegetali.
Questo cambiamento di visione della storia della Terra è emerso solo recentemente, principalmente a causa della mancanza di prove dirette e della difficoltà nel riconoscere le tracce di antichi impatti a causa dell'erosione. Eventi su larga scala tali da produrre crateri come il cratere Barringer, localmente conosciuto come Meteor Crater, situato a Nord-Est della città di Flagstaff, in Arizona sono rari.
Inoltre si è ritenuto a lungo che i crateri sulla Terra fossero esclusivamente di origine vulcanica: il cratere Barringer, per esempio, è stato a lungo considerato causato da un'esplosione vulcanica preistorica, un'ipotesi non del tutto irragionevole, in considerazione che il vulcano San Francisco Peaks, è situato a soli 48 km a Ovest. In maniera similare i crateri della superficie lunare erano considerati di origine vulcanica.
È stato soltanto nel 1903-1905 che il Meteor Crater è stato correttamente identificato come un cratere di origine meteoritica, e solo dal 1963 gli studi condotti da Eugene Merle Shoemaker hanno definitivamente provato questa ipotesi. Le scoperte avvenute alla fine del XX secolo con l'esplorazione dello spazio e il lavoro di ricercatori come Shoemaker hanno dimostrato che il processo di craterizzazione è il più potente processo geologico che ha agito sui corpi con superficie solida del Sistema Solare.

## Sistemi di osservazione e tracking automatico
A seguito dell'evento di Příbram (1959), altre nazioni stabilirono programmi di osservazione finalizzati allo studio delle caduta di meteoriti. Uno di questi fu il Prairie Network, operante dallo Smithsonian Astrophysical Observatory tra il 1963 e il 1975 nel Midwest degli Usa. Questo programma si occupò anche della caduta di un meteorite, la condrite Lost city, permettendo la sua scoperta e calcolando la sua orbita. Un altro programma fu stabilito in Canada, il Meteorite Observation and Recovery Project (MORP), e durò dal 1971 al 1985. Anche questo programma scoprì un meteorite, la Innisfree, nel 1977. Per finire, gli studi condotti dall'European Fireball Network, un discendente dell'originale programma ceco che aveva scoperto
Příbram, consentirono di scoprire nel 2002 il meteorite Neuschwanstein, e di calcolarne l'orbita.

### Frequenza e dimensioni
La frequenza degli impatti, le dimensioni e la velocità di una classe di popolazione di corpi celesti correla a una curva gaussiana, che dipende dalle modalità di formazione e persistenza di questi corpi celesti. Ad esempio un asteroide tende a persistere nelle orbite interne a Giove, nella fascia degli asteroidi e in seguito a interazioni gravitazionali tende a spostarsi in orbite più interne nei pressi dei quattro pianeti rocciosi del sistema solare, lentamente assumendo un'orbita simile a quella di questi pianeti, riducendo la sua velocità relativa. Esistono alcuni oggetti NEO che si muovono su orbite intersecanti oppure simili a quella della Terra, e spesso assumono velocità relativamente basse rispetto a quella della traslazione della Terra intorno al Sole.
Le comete, che provengono dalla fascia di Kuiper (lo spazio oltre Nettuno), tendono a disperdere molta massa (espulsa dalle code cometarie) all'interno dell'orbita di Marte. Inoltre vengono facilmente spezzate, e quando colpiscono un corpo celeste lo fanno con elevata velocità relativa. Se colpiscono un pianeta dotato di atmosfera tendono ad esplodere ad alta quota, limitando così il danno dell'impatto al suolo rispetto all'energia complessiva posseduta. Esiste un limite inferiore di massa al di sotto del quale le comete non possono oltrepassare l'atmosfera terrestre e colpire il suolo.

## Asteroidi e comete con diametro superiore a 5km: ogni 10 milioni di anni

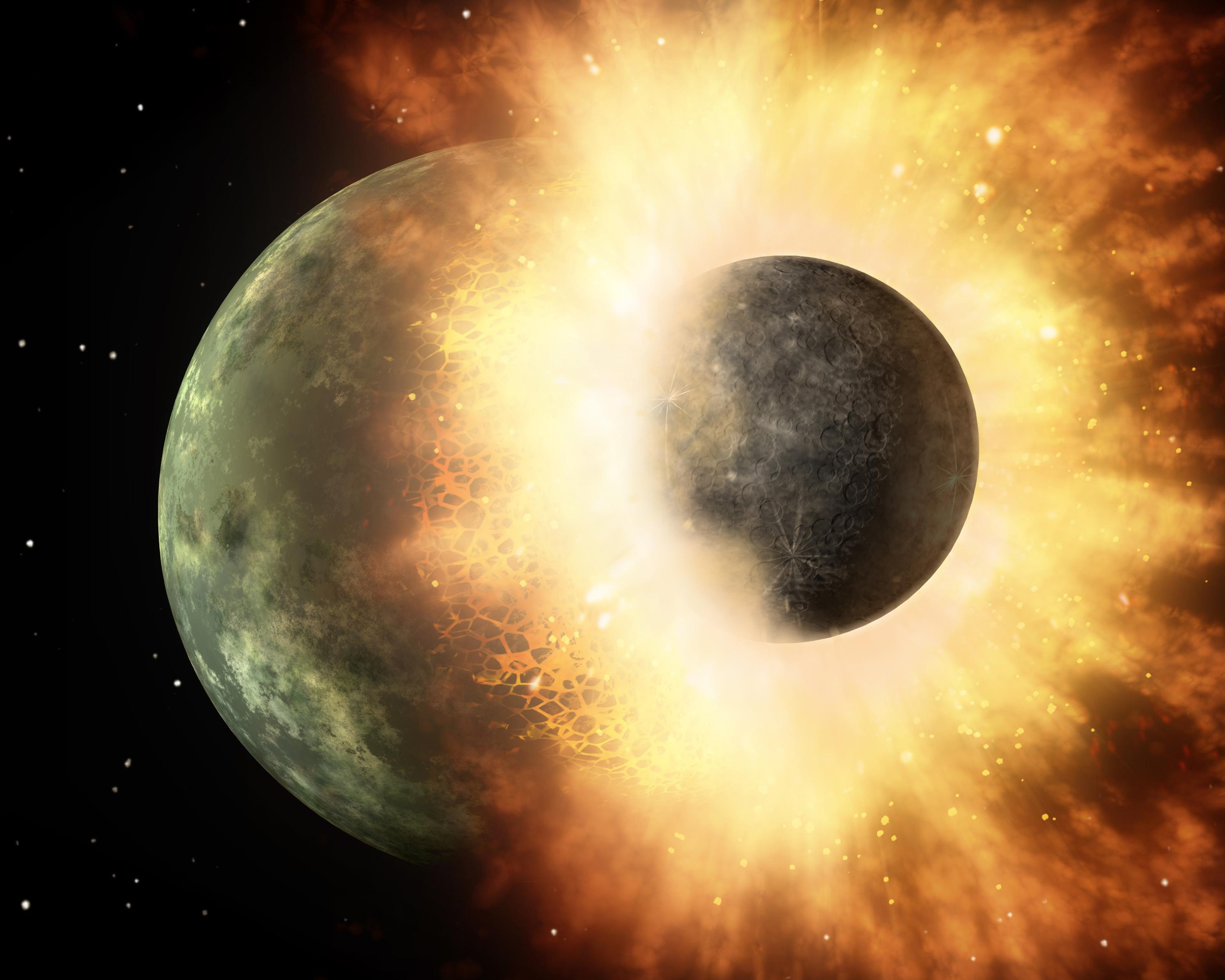
Raffigurazione artistica di un impatto astronomico

Basandosi sul tasso cumulativo di formazione dei crateri per la Luna, l'oggetto celeste più vicino alla Terra (caratterizzata da gravità minore; senza atmosfera; senza forte campo magnetico) ma geologicamente simile alla crosta terrestre (composta principalmente da granito e derivati del Sial), gli astrogeologi hanno stimato che durante gli ultimi 600 milioni di anni, la Terra sia stata colpita da 60 oggetti astronomici con un diametro di 5 km o anche di più. Il più piccolo di questi corpi, dotati di elevatissima energia cinetica rilascerebbe un'energia equivalente a milioni di megatoni di TNT e lascerebbe un cratere ampio circa 100 km. A confronto, la bomba Zar, la maggiore bomba termonucleare detonata nella storia, aveva una potenza di 50 megatoni, e combinando la potenza degli arsenali nucleari di Russia e Stati Uniti non si arriva alla potenza di 100.000 megatoni (pari a 100 Gigatoni).
Il cratere di Chicxulub è stato formato dall'ultimo grande impatto noto da parte di un oggetto con diametro superiore ai 10 km. Questo impatto è stato associato all'estinzione di massa del limite Cretaceo-Terziario che si verificò circa 65 milioni di anni fa.
Più dibattuta è la coincidenza di crateri da impatto con altre estinzioni di massa, per esempio i crateri di Manicougan, Rochechouant, Saint Martin, Oblon' e Red Wing potrebbero avere tutti un'età di circa 200 milioni di anni (ma a seconda delle stime potrebbero variare anche di 20 milioni di anni) e attorno al limite tra il Triassico e il Giurassico si sarebbero trovati in allineamento pressoché perfetto, lasciando ipotizzare un impatto multiplo contemporaneo, magari di una cometa in disfacimento per le forze gravitazionali.

## Asteroidi con diametro attorno a 1-5km: ogni 1-10 milioni di anni
Asteroidi con un diametro di circa 1 km colpiscono la Terra in media ogni 500.000 anni, mentre grandi collisioni con oggetti di 5 km (con un volume circa 100 volte superiore al precedente) accadono approssimativamente ogni dieci milioni di anni.
Studi su asteroidi di dimensioni superiori al kilometro, sono stati fatti riguardo a (29075) 1950 DA. A Dicembre 2015 le probabilità di impatto sono state riviste a 1 su 8000 (0,012%) rimuovendolo dalla Scala Torino in quanto essa è basata su eventi probabili non oltre i 100 anni nel futuro.

## Eventi del tipo Tunguska: 10 Mt ogni 500 anni
L'evento di Tunguska, avvenuto nel 1908, è consistito di un'esplosione nell'alta atmosfera di un frammento della cometa Encke, che liberò un'energia pari a 3-5 megaton (100-300 volte Hiroshima), spianando 2150 km quadrati di taiga nella Siberia orientale, regione del Tunguska Pietrosa. Sono oggetti con diametro superiore a 50 m, colpiscono la Terra circa ogni 1000 anni, producendo esplosioni della magnitudine della bomba termonucleare.
Al 29 Gennaio 2025, l'asteroide 2024 YR4 ha una probabilità di 1 su 83 (1,2%) di impattare sulla Terra il 22 dicembre 2032 (con un'incertezza di 1,7 giorni). 2024 YR4 ha un diametro compreso tra i 40 e i 100 metri. La probabilità di impatto è superiore all'1% ed è classificato con il valore 3 sulla scala di Torino.

## Esplosioni dell'intensità di Hiroshima: 10-25 kt una volta all'anno

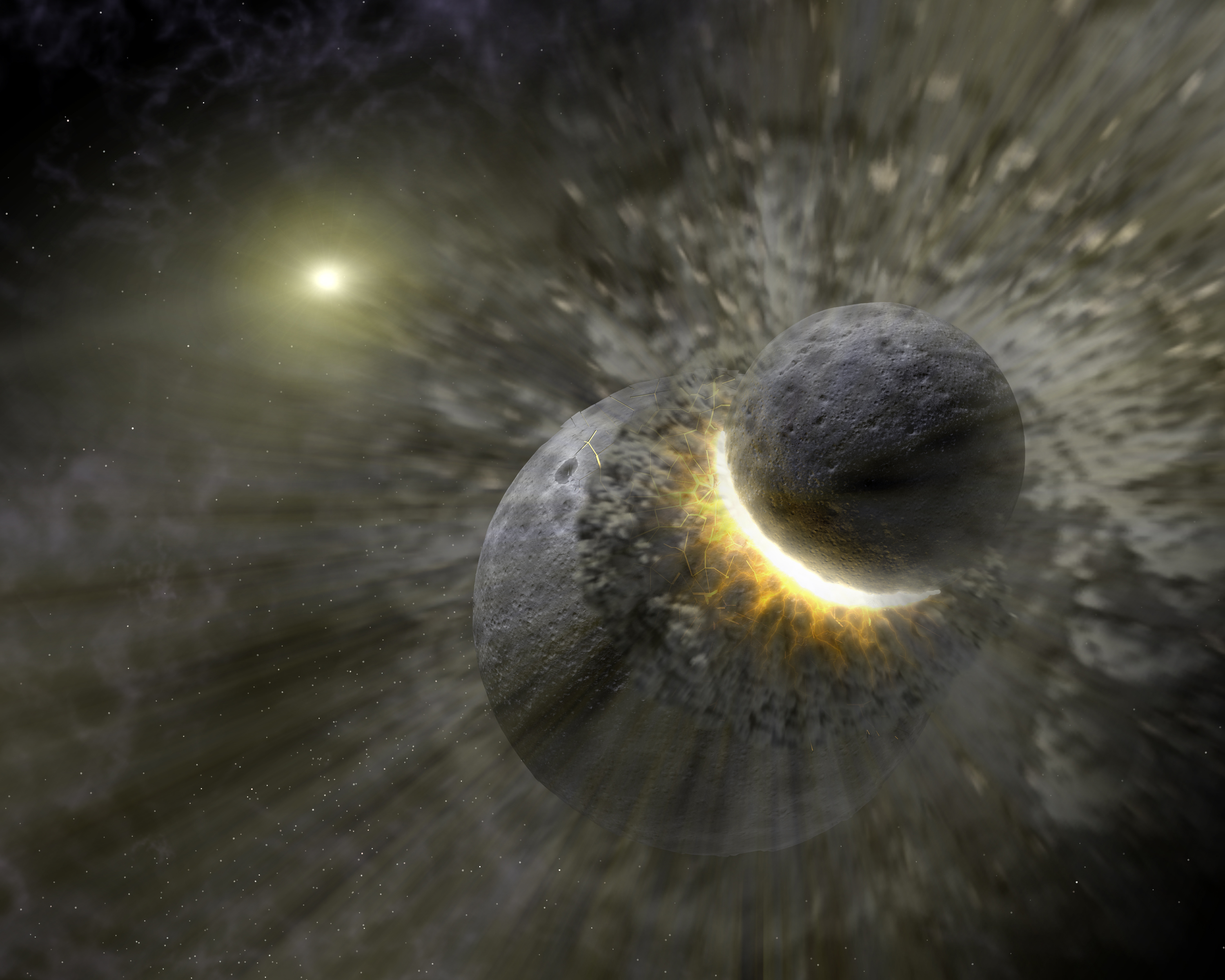
Altra raffigurazione artistica di un impatto astronomico

L'astronomo Eugene Shoemaker dello U.S. Geological Survey, elaborò una stima del tasso d'impatti sulla Terra, suggerendo che un impatto astronomico della potenza della bomba atomica che distrusse Hiroshima può avvenire una volta all'anno. Questi eventi per lo più non vengono notati, per le seguenti ragioni: la maggior parte della superficie della Terra è coperta dall'acqua; gran parte della superficie terrestre è disabitata (deserti, ghiacciai, isole disabitate, montagne, selve tropicali, taiga, tundra); le esplosioni (soprattutto di comete e di corpi rivestiti da ghiaccio, carbonio, calcio, ecc.) avvengono nella stratosfera, dando luogo a potenti flash e rumori simili al tuono, ma senza provocare un grande danno al suolo, sono state osservate
alcune esplosioni atmosferiche di questa intensità. Esempi degni di nota includono la caduta del meteorite di Sikhote-Alin a Primore (Russia orientale), nel 1947, e la "palla di fuoco" di Revelstoke, del 1965, sopra le nevi dello Stato della Columbia Britannica, in Canada.
Meteoroidi con un diametro tra i 5 e i 10 metri entrano nell'atmosfera terrestre mediamente
una volta all'anno, con un'energia dell'ordine dei 15 chilotoni di TNT, comparabile a quella di Little Boy, la bomba atomica che esplose a Hiroshima. Normalmente questi oggetti esplodono nell'atmosfera superiore, e la maggior parte o l'intero del solido viene vaporizzato.

## Piccoli oggetti: 1 kt ogni mese, 0,1 kt ogni settimana
"Piccole" collisioni, equivalenti a 1 chilotone, avvengono circa ogni mese in un qualsiasi punto della Terra. Piccoli corpi celesti collidono frequentemente con l'atmosfera, disintegrandosi ad alte quote (nella mesosfera). Vi è una relazione inversa tra la dimensione degli oggetti e la frequenza con cui questi colpiscono la superficie della Terra.
Molti tra questi impatti non vengono osservati da nessuno al suolo. Tra il 1975 e il 1992, il sistema di satelliti SBISW (di base a Los Angeles) rilevò 136 esplosioni definite "maggiori" nell'atmosfera superiore. Il 21 novembre del 2002, su Nature, Peter Brown della University of Western Ontario presentò uno studio basato sui registri dei satelliti "early warning" per i precedenti 8 anni. Identificò in quel periodo 300 bagliori causati da meteoriti larghi da 1 a 10 metri e stimò che gli eventi delle dimensioni di Tunguska potevano capitare mediamente ogni 400 anni. Eugene Shoemaker stimò che gli eventi del tipo Tunguska avvenissero ogni 300 anni, anche se analisi più recenti suggeriscono che la sua stima sia esagerata di un ordine di magnitudine.

## Ipotesi Stella Nemesis
I paleontologi David Raup e Jack Sepkoski hanno ipotizzato che le estinzioni accadano in media ogni 26 milioni di anni (alcune di esse sono estinzioni minori).
Questa ipotesi ha spinto il fisico Richard A. Muller a pensare che queste estinzioni potessero essere dovute a un'ipotetica stella compagna del Sole chiamata Nemesis che periodicamente perturberebbe le orbite delle comete che si trovano nella Nube di Oort provocando così un notevole aumento di comete che raggiungono il Sistema solare interno con conseguente aumento del numero di comete che colpiscono la Terra.
Effettivamente, nella prima parte della storia della Terra, circa quattro miliardi di anni fa,
gli impatti erano certamente molto più frequenti dato che il Sistema Solare conteneva un numero notevolmente maggiore di corpi di notevoli dimensioni rispetto a oggi. Questi impatti possono aver compreso collisioni di asteroidi del diametro di centinaia di km, con rilasci di energia così elevati da poter aver fatto evaporare tutti gli oceani della Terra. È solo alla fine di questo e intenso bombardamento tardivo che la vita sembra aver cominciato ad evolversi sulla Terra.

### Estinzioni di massa e impatti astronomici
Esiste una diffusa accettazione tra gli scienziati della teoria che negli ultimi 540 milioni di anni vi siano stati cinque eventi d'impatto (anche se esiste un certo grado di disaccordo sul numero esatto di questi eventi) che hanno provocato eventi di estinzione di massa ognuno dei quali capace di provocare l'estinzione di metà di tutte le specie.

## Estinzione del Permiano-Triassico
Una delle più grandi estinzioni di massa che ha colpito la vita sulla Terra è stata l'estinzione del Permiano-Triassico con la quale furono estinte il 90% di tutte le specie allora viventi sulla Terra e con cui termina il periodo Permiano 250 milioni di anni fa; la vita sulla Terra impiegò 30 milioni di anni per riprendersi dall'accaduto.
La causa dell'estinzione del Permiano-Triassico è ancora materia di dibattiti in particolare riguardo all'età ed all'origine dei crateri d'impatto proposti, per esempio la Struttura Bedout ritenuta associata all'evento è ritenuta ancora una struttura dubbia.
L'ultima di tali estinzioni di massa che ha portato alla scomparsa dei dinosauri ed è coincisa
con l'impatto di un asteroide è l'evento del Cretaceo-Terziario (conosciuto anche come l'evento K-T). Non c'è un'evidenza certa di impatti con le altre quattro maggiori estinzioni di massa.

## Altre catastrofi scatenate dagli impatti maggiori
Un altro aspetto interessante degli impatti planetari maggiori è che in teoria potrebbero scatenare altri fenomeni in grado di causare o aggravare i fenomeni di estinzione di massa, ad esempio come l'eruzioni vulcaniche del Trappo Siberiano (vedi sotto) che potrebbero essere il sito di un enorme impatto asteroidale oppure l'ipotesi dello scatenarsi di terremoti ed eruzioni vulcaniche agli antipodi del sito d'impatto. La subduzione non dovrebbe essere presa come scusa per un'eventuale assenza di consistenti evidenze geologiche; dato che allo stesso modo dell'evento K-T, un consistente deposito di ejecta ricco in elementi siderofili (ad es. iridio) dovrebbe essere trovato in molti strati e formazioni dell'epoca geologica che si pensa concomitante all'impatto. Il brusco, ed estremamente deleterio cambiamento ambientale causato da un impatto planetario spiegherebbe anche perché molte specie non riuscirono ad evolvere adattandosi rapidamente rispetto ad altri fenomeni geologici più lenti, come la deriva dei continenti, la desertificazione, le glaciazioni e altri fenomeni a scala globale.

## Eventi d'impatto in altri pianeti o corpi del Sistema Solare

### Sole
- Nel 1998, due comete furono osservate mentre cadevano nel Sole in rapida successione, la prima il 1º giugno del 1998, la seconda il giorno successivo. Un video dell'impatto del 1994, seguito da una spettacolare eiezione di gas dalla corona solare (non correlata agli impatti), può essere visualizzato nel sito della NASA[16]. Entrambe queste comete evaporarono prima di entrare in contatto con la superficie del Sole. Secondo una teoria dello scienziato Zdenek Sekanina del Jet Propulsion Laboratory della NASA, l'ultimo corpo a colpire il Sole è stata la "supercometa" Cometa Howard-Koomen-Michels il 30 agosto del 1979.[17] (Vedere anche cometa radente.)

### Mercurio
- Uno tra i più grossi bacini d'impatto nel sistema solare, si trova sulla superficie di Mercurio, a 30,5° di latitudine nord e 170,2° di longitudine est, nell'emisfero illuminato del pianeta Mercurio, ed è la Caloris Planitia, larga 1550 km, circondata dai Caloris Montes (alti 2 km), con un cratere d'impatto al centro largo 40 km, circondato da numerose faglie estensionali (le Pantheon Fossae). Questa formazione è stata fotografata accuratamente dalla sonda MESSENGER il 15 gennaio del 2008.

### Marte
- Il secondo maggior cratere d'impatto di Marte è la Hellas Planitia, nell'emisfero australe[18]. Ha un diametro di circa 2300 km, circondata da alti monti (con tracce di erosione e bombardamento meteorico) ed una profondità massima di circa 7 km. La sua notevole area diede luogo all'ipotesi che si trattasse di una pianura depressa, da cui derivava la classificazione "Planitia", un bacino simile ai mari lunari. Si tratta di un cratere risalente a 3,5-4 miliardi di anni fa e quindi alle fasi iniziali dell'esistenza di Marte.

### Impatti tra asteroidi
- Nel 2010 il telescopio Hubble ha osservato una forte alterazione rispetto alla norma nell'asteroide P/2010 A2 della principale fascia degli asteroidi, risultante da un urto nel febbraio-marzo del 2009, caratterizzato da velocità relative molto basse, con la formazione di quattro frammenti disposti ad "X" e una nube di detriti simile alla coda di una cometa.[19] Secondo David Jewitt, capogruppo di questa ricerca, queste collisioni si verificherebbero una volta all'anno.[20]

### Giove
- 1994, impatto della cometa Shoemaker-Levy 9 - Nel 1994 l'impatto della cometa Shoemaker-Levy 9 con il pianeta Giove ebbe l'effetto di una "chiamata di sveglia", e la comunità degli astronomi rispose istituendo programmi come il Lincoln Near-Earth Asteroid Research (LINEAR), Near Earth Asteroid Tracking (NEAT), Lowell Observatory Near-Earth Object Search (LONEOS) e altri programmi che hanno drasticamente aumentato il tasso di scoperta di nuovi asteroidi. Uno dei frammenti della cometa che colpì il pianeta aveva una potenza di 60 Gigatoni (da 60 a 600 volte più potente di tutto l'arsenale nucleare combinato degli USA e URSS)[21].
- Impatto su Giove del 19 luglio 2009 - Dopo questa data un astrofilo, Anthony Wesley, scoprì una macchia nera delle dimensioni della Terra nell'emisfero sud di Giove. L'analisi agli infrarossi mostrava che era calda rispetto all'ambiente circostante e metodi spettroscopici rilevarono l'ammoniaca. Gli scienziati del JPL confermarono che si era verificato un impatto astronomico su Giove, e che probabilmente si trattava di una piccola cometa non ancora scoperta.[22][23][24]
- Impatto su Giove del giugno 2010 - Il 3 giugno 2010, alle 20:31 UTC, si è verificato l'impatto di un meteoroide[25] di 8–13 m di diametro[26] su Giove[27]. L'impatto, verificatosi a meno di un anno dal precedente, è stato scoperto anch'esso da Anthony Wesley.
- Impatto su Giove del 10 settembre 2012 - Il 10 settembre 2012, c'è stato un impatto di una cometa o di un asteroide.

### Saturno
Dal confronto fra le increspature presenti negli anelli di Saturno e quelle prodotte dall'impatto della cometa Shoemaker-Levy 9 negli anelli di Giove, è stato desunto che nel 1983 un oggetto cometario, dopo la frammentazione del suo nucleo, ha dato luogo ad una serie di eventi d'impatto su Saturno. L'episodio non fu osservato direttamente probabilmente perché il pianeta si trovava, allora, dal lato opposto del Sole rispetto alla Terra.
La scoperta, avvenuta grazie alle osservazioni condotte attraverso la sonda Cassini, è stata resa nota dalla NASA nel marzo 2011 e fornisce nuovi dati sulla frequenza d'impatto sui giganti gassosi, rivelando come ciò accada più frequentemente di quanto precedentemente pensato.

## Eventi d'impatto astronomico nella cultura di massa

### Fine della civiltà
Un evento d'impatto cosmico è visto spesso come uno scenario che potrebbe comportare la fine della civiltà. Nel 2000, la rivista statunitense Discover Magazine pubblicava una lista di 20 possibile modalità di scenari del giorno del giudizio con l'evento d'impatto elencato come la possibilità più probabile. Fino agli anni Ottanta quest'idea non veniva presa in grande considerazione, ma la scoperta del cratere di Chicxulub cambiò l'atteggiamento della scienza. L'idea venne ulteriormente rinforzata dall'osservazione degli impatti della cometa Shoemaker-Levy 9 contro il pianeta Giove.

### Romanzi di fantascienza
Numerose storie di fantascienza e romanzi si focalizzano su fantasticati eventi d'impatto planetario.
- Lucifer's Hammer di Larry Niven e Jerry Pournelle.
- Incontro con Rama di Arthur C. Clarke (pubblicato nel 1972), che narra dell'impatto di un asteroide di taglia media nell'anno 2077, che nella trama colpiva il nord Italia, nel romanzo questo portava alla creazione dello "Spaceguard Project", che in seguito avrebbe scoperto quella che gli astronauti avrebbero ribattezzato l'Astronave di Rama. Nel 1992 uno studio del Congresso degli U.S.A. chiese alla NASA di intraprendere lo Spaceguard Survey nel quale si citava il progetto del romanzo Rendezvous with Rama come ispirazione per il nome da dare al progetto di ricerca sugli asteroidi vicini alla Terra.[32]
- The Hammer of God romanzo di Arthur C. Clarke, scritto nel 1993 ispirato al fatto precedente.
- Moonfall romanzo di Jack McDevitt del 1999, nel quale una cometa molto grossa e dotata di inconsueta alta velocità interstellare collide con la Luna, distruggendola parzialmente, staccando frammenti che in seguito colpiscono la Terra.
- Footfall, romanzo di Niven e Pournelle del 1985 presenta una disamina dagli effetti della guerra inter-planetaria condotta da una specie aliena che culmina nell'utilizzo di asteroidi per bombardare il pianeta, creando crateri molto larghi che porteranno le Specie locale verso l'estinzione.

### Filmografia
Sono stati girati vari film di tipo catastrofico sull'argomento: 
- Quando i mondi si scontrano (1951), nel quale due pianeti sono in rotta di collisione con la Terra, il più piccolo la sfiorerà solo provocando però grandi danni e distruzioni, il più grande la colpirà in pieno[33].
- Meteor (1979), si parla di un grande asteroide di 8 km di diametro in rotta di collisione con la Terra, solo l'uso congiunto di armi nucleari poste in orbita attorno alla Terra dagli Americani e dai Sovietici riuscirà a scongiurare una catastrofe globale.
- Nel 1998 sono stati prodotti due film negli Usa entrambi col soggetto di tentare di evitare impatti disastrosi, il primo Armageddon della Touchstone Pictures con un asteroide, il secondo Deep Impact della DreamWorks con una cometa. Ambedue vedono l'impiego di successori degli Space Shuttle per trasportare a destinazione grandi ordigni nucleari necessari per distruggere i rispettivi bersagli.
- Nel 2001 il film Evolution racconta di un meteorite che precipita in Arizona e porta delle cellule aliene le quali evolvendosi danno vita a delle creature in grado di conquistare il pianeta.
- Nel 2008 nella mini-serie Impact della American Broadcasting Company (ABC) si vede un frammento di una stella nana bruna all'interno di una nube di meteore colpire la Luna e spedirla in una rotta di collisione con la Terra.
- Nel 2011 Lars Von Trier ha presentato Melancholia, un film al cui centro viene narrata una collisione tra un pianeta e la Terra.
- Nel 2013 il regista australiano Zak Hilditch ha realizzato il film These Final Hours - 12 ore alla fine in cui viene narrata la storia di un asteroide che impatta contro l'Oceano Atlantico settentrionale, e la conseguente nube piroclastica distrugge progressivamente tutta la terra, mentre l'Australia rimane sempre più isolata, essendo l'ultima a subire la tremenda onda distruttiva.
- Nel 2017 viene trasmessa Salvation, una serie televisiva statunitense che racconta gli eventi innescati dalla scoperta di un asteroide in rotta di collisione con la Terra.
- Nel 2020 è uscito Greenland. In questo film la Terra viene colpita da uno sciame di meteoriti, che distruggono diverse città, e il pianeta stesso risulta in pericolo.
- Nel 2021 il film Don't look up racconta le vicende di due scienziati che scoprono che una cometa è diretta verso la Terra nel giro di sei mesi, e si affidano ai mass media per diffondere la notizia nella popolazione mondiale.

### Giochi
Il popolare gioco RPG Final Fantasy VII della Square Enix si svolge su un possibile impatto. Il principale antagonista Sephiroth evoca una meteora (che è una forma di magia nera nel gioco) che cerca di distruggere il mondo virtuale di "Gaia" (che in gran parte rispecchia la Terra). I protagonisti cercano un modo di contrastare l'imminente impatto meteorico, evocando Holy (Santa) (una forma di magia bianca).

### Presunte profezie nell'Apocalisse
Gruppi minoritari all'interno del Cristianesimo ritengono che esistano profezie bibliche che collegherebbero l'evento bellico di Armageddon ad un posteriore impatto asteroidale o cometario. Secondo alcuni, la "profezia della stella Assenzio" nella Bibbia, accennerebbe ad un'interpretazione di un futuro nel quale un impatto astronomico causerebbe un cambiamento nell'atmosfera che coinciderebbe con la collisione della Terra con una cometa o asteroide. Uno scenario "scientifico" plausibile postula un cambiamento chimico nell'atmosfera a causa di un massiccio "shock termico" durante l'entrata e/o l'impatto al suolo di un grande asteroide o cometa, che secondo questa ipotesi farebbe reagire l'ossigeno e l'azoto nell'atmosfera per produrre una pioggia acida di acido nitrico. Secondo questa discutibile visione minoritaria, l'amarezza prodotta dalla Stella-Assenzio (Wormwood Star in inglese) su di un terzo delle acque potabili della potrebbe essere il risultato di una massiccia "pioggia acida".

## Bufale
Verso l'inizio del 2011 è stata postata nel sito di Canada-First e di Scarletwhore Archiviato il 28 gennaio 2011 in Internet Archive. la notizia (non accreditata da nessun mezzo d'informazione scientifico oppure da media "ufficiosi" di discreta serietà) che il telescopio dell'infrarosso sub-millimetrico BLAST avrebbe rilevato un asteroide largo 800 metri, che nei loro calcoli sarebbe stato destinato a schiantarsi contro l'Antartide nel settembre dell'anno 2012. La notizia è stata prontamente smentita nel sito della University of British Columbia.